# Андзельская волость
А́ндзельская волость (латыш. Andzeļu pagasts) — одна из 26 территориальных единиц Краславского края Латвии. Граничит с Андрупенской, Дагдской, Эзерниекской волостями своего края, а также с Маконькалнской, Пушской и Каунатской волостями Резекненского края. Административным центром волости является село Андзели.
Часть территории волости занимает национальный парк Разнас.